# Manifeste des 331
Le manifeste des 331 est une pétition, parue le 3 février 1973 dans le Nouvel Observateur, et signée par 331 médecins revendiquant avoir pratiqué des avortements malgré l'interdiction de la loi française.
Parmi les médecins, membres du Groupe d'information santé, qui parurent devant la presse pour rendre compte de cette initiative, figurent  René Frydman, Annie Bureau, Joëlle Brunerie et Pierre Jouannet. Dans la mobilisation en faveur de la liberté d'avorter pour les femmes, le manifeste des 331 fait écho au manifeste des 343 (1971), signé par 343 femmes déclarant avoir avorté.
L'année précédente, la première démonstration de l'avortement par la "Méthode de Karman" en France avait eu lieu dans l'appartement de la comédienne Delphine Seyrig en août 1972 en présence de militantes du MLF, de Pierre Jouannet, et de Harvey Karman, psychologue et militant pour la liberté de l'avortement en Californie depuis les années 1950. Les médecins du Groupe information santé vont ensuite permettre à d'autres femmes de l'utiliser illégalement.